# 祠祀令
祠祀令（ししれい）は、古代中国の前漢と後漢の時代に置かれた官職である。前漢では国の祭祀をつかさどり、後漢では宮中の祭祀をつかさどった。

## 前漢
景帝の中6年（紀元前144年）に太祝令を改称して設置された。太常に属する官で、祠祀丞が次官としてついた。
武帝の太初元年（紀元前104年）に廟祀令と改称した。

## 後漢
後漢では、国の祭祀をつかさどる官として太祝令がふたたび置かれた。別に、禁中（宮中）の小規模な祭祀をつかさどる官として、祠祀令が設けられた。はじめ太常に属したが、後に少府の下に置かれた。
秩石は600石。宦官が任命された。次官に祠祀丞がいた。他の部下は、従官吏8名、騶僕射1名、家巫8名である。
章帝（在位：75年 - 88年）が祠令をおき、延平元年（106年）に廃止したとも伝わり、祠祀令のことかもしれない
別に、諸侯王の国には、比400石の祠祀長が置かれた。